# بواترون

ادوین مک‌میلان و ادوارد جی لوفگرن در حفاظ‌های بواترون. این حفاظ‌ها بعدها به مجموعه اضافه شد.

بواترون (Bevatron) یک شتاب‌دهنده ذره‌ای (بویژه یک سنکروترون تمرکز-ضعیف پروتون) در آزمایشگاه ملی لارنس برکلی، در آمریکا است که در سال ۱۹۵۴ میلادی آغاز به کار کرد. در سال ۱۹۵۵ در اینجا بود که پادپروتون کشف شد و باعث شد تا در سال ۱۹۵۹ جایزه نوبل فیزیک از آن امیلیو سگره و اوون چمبرلین شود. این ابزار می‌تواند پروتون را نسبت به یک هدف ثابت شتاب دهد و انرژی را تا میلیاردها الکترون‌ولت برساند.